# Anthypna ciliata
Anthypna ciliata är en skalbaggsart som beskrevs av Ménétriés 1836. Anthypna ciliata ingår i släktet Anthypna och familjen Glaphyridae. Inga underarter finns listade i Catalogue of Life.